# Long Lake (Minnesota)
Long Lake és una població dels Estats Units a l'estat de Minnesota. Segons el cens del 2000 tenia 1.842 habitants.

## Demografia
Segons el cens del 2000, Long Lake tenia 1.842 habitants, 756 habitatges, i 504 famílies. La densitat de població era de 836,7 habitants per km².
Dels 756 habitatges en un 33,1% hi vivien nens de menys de 18 anys, en un 53,6% hi vivien parelles casades, en un 10,2% dones solteres, i en un 33,3% no eren unitats familiars. En el 27,2% dels habitatges hi vivien persones soles el 6% de les quals corresponia a persones de 65 anys o més que vivien soles. El nombre mitjà de persones vivint en cada habitatge era de 2,38 i el nombre mitjà de persones que vivien en cada família era de 2,9.
Per edats la població es repartia de la següent manera: un 24,6% tenia menys de 18 anys, un 6% entre 18 i 24, un 33,1% entre 25 i 44, un 25,1% de 45 a 60 i un 11,2% 65 anys o més.
L'edat mediana era de 38 anys. Per cada 100 dones de 18 o més anys hi havia 94,1 homes.
La renda mediana per habitatge era de 55.139$ i la renda mediana per família de 64.063$. Els homes tenien una renda mediana de 44.327$ mentre que les dones 31.058$. La renda per capita de la població era de 28.385$. Entorn del 5% de les famílies i el 6,8% de la població estaven per davall del llindar de pobresa.

## Poblacions més properes
El següent diagrama mostra les poblacions més properes.